# NWA World Light Heavyweight Championship (New Jersey Version)
L'NWA World Light Heavyweight Championship (New Jersey Version) è stato un titolo di wrestling promosso dalla National Wrestling Alliance (NWA) nel territorio del New Jersey.
Il titolo è stato attivo a partire dal 1997, quando nacque in sostituzione della versione originale, fino al 1998, quando fu reso vacante e abbandonato.

## Storia
L'originale NWA World Light Heavyweight Championship, pur essendo di proprietà della NWA, era promosso unicamente in Messico dal Consejo Mundial de Lucha Libre (CMLL), e in seguito accorpato all'interno della J-Crown, di proprietà della New Japan Pro-Wrestling (NJPW).
Per tale ragione nel 1997 la NWA iniziò a riconoscere, all'interno del territorio del New Jersey, una nuova versione del titolo, che non era collegata a quella originale, attiva dagli anni '50. Il titolo fu difeso per poco più di un anno nel territorio, prima di essere reso vacante e mai più riassegnato, terminando la sua storia nel 1998.

## Albo d'oro
| Legenda  |                                                                               |
| -------- | ----------------------------------------------------------------------------- |
| #        | Indica il numero del regno titolato                                           |
| Regno    | Viene indicato il numero del regno del campione                               |
| Data     | La data in cui il titolo è stato vinto                                        |
| Località | Indica il luogo in cui il titolo è stato vinto                                |
| Note     | Indica notizie particolari riguardanti i cambi di titolo o altre informazioni |

| # | Campione        | Regno | Data              | Giorni | Località                     | Evento     | Note | Fonti |
| - | --------------- | ----- | ----------------- | ------ | ---------------------------- | ---------- | --- | ----- |
| 1 | Steve Corino    | 1     | 3 maggio 1997     | --     | Freehold, New Jersey         | House show | In uno spareggio per decretare il campione inaugurale, sconfiggendo Adam Flash.                                                               |       |
| — | Vacante         | —     | 1997              | —      | —                            | —          | Il titolo fu reso vacante per motivi non noti                                                                                                 |       |
| 2 | Devon Storm     | 1     | 14 febbraio 1998  | 167    | Mount Holly, New Jersey      | House show | In un torneo per riassegnare il titolo, sconfiggendo in finale Reckless Youth.                                                                |       |
| — | Vacante         | —     | 31 luglio 1998    | —      | —                            | —          | Il titolo fu reso vacante per motivi non noti                                                                                                 |       |
| 3 | Ace Darling     | 1     | 31 luglio 1998    | 21     | Mount Holly, New Jersey      | House show | In uno spareggio per riassegnare il titolo, sconfiggendo Ray Odyssey.                                                                         |       |
| 4 | 911             | 1     | 21 agosto 1998    | --     | Fearless Hills, Pennsylvania | House show | |       |
| — | Vacante         | —     | settembre 1998    | —      | —                            | —          | 911 fu privato del titolo in quanto non rispettava i limiti di peso per la categoria Light Heavyweight.                                       |       |
| 5 | Johnny Hot Body | 1     | 25 settembre 1998 | 0      | Blackwood, New Jersey        | House show | Il titolo fu assegnato d'ufficio a Johnny Hot Body.                                                                                           |       |
| 6 | Rik Ratchett    | 1     | 25 settembre 1998 | 43     | Blackwood, New Jersey        | House show | |       |
| 7 | Stevie Richards | 1     | 7 novembre 1998   | 6      | Absecon, New Jersey          | House show | |       |
| 8 | Rik Ratchett    | 2     | 13 novembre 1998  | 22     | Hazlet, New Jersey           | House show | |       |
| 9 | The Blue Meanie | 1     | 5 dicembre 1998   | 21     | Toms River, New Jersey       | House show | |       |
| — | Vacante         | —     | 26 dicembre 1998  | —      | —                            | —          | The Blue Meanie fu privato del titolo in quanto non rispettava i limiti di peso per la categoria Light Heavyweight. Il titolo fu abbandonato. |       |